# Itah Kandji-Murangi

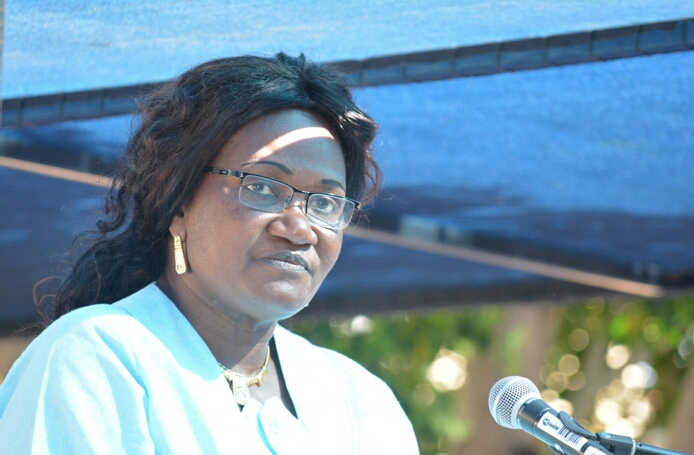
Itah Kandji-Murangi (2016)

Itah Kandji-Murangi, auch Kandjii-Murangi (* 3. September 1957, Südwestafrika), ist eine namibische Politikerin der SWAPO. Sie war vom 21. März 2015 bis 22. März 2025 im Kabinett Geingob I bzw. Kabinett Geingob II und anschließend Kabinett Mbumba als Ministerin im Ministerium für höhere Bildung, Training und Innovation tätig.
Kandji-Murangi war zwischen 2008 und 2016 Dean of Students der Universität von Namibia (UNAM). Sie hält einen Ph.D.